# شتاب طیفی

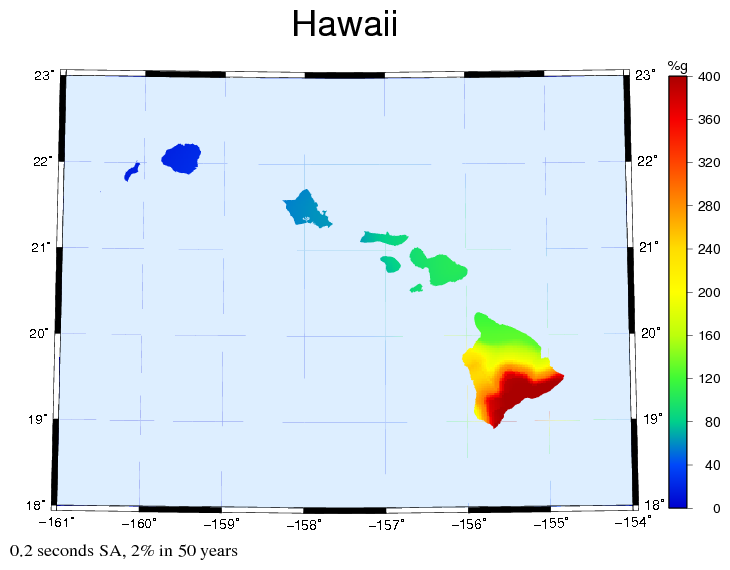
نقشه خطر جنبش زمین در هاوایی، بر پایه احتمال ۲ درصدی افزایش بیش از حد ۰٫۲ ثانیه شتاب طیفی در بسامد ۵ هرتز در ۵۰ سال.

شتاب طیفی (انگلیسی: Spectral acceleration) یا SA، یکایی است که در g (شتاب ناشی از گرانش زمین، معادل نیروی g) اندازه‌گیری می‌شود و حداکثر شتاب در یک زمین‌لرزه بر روی یک جسم، به‌ویژه یک نوسانگر هماهنگ میرا که دریک بعد فیزیکی حرکت می‌کند را توصیف می‌کند. این پارامتر می‌تواند در بسامدهای مختلف نوسان یا درجات متفاوت میرایی اندازه‌گیری یا مشخص شود، اگرچه معمولاً میرایی ۵٪ در نظر گرفته می‌شود. شتاب طیفی در بسامدهای مختلف ممکن است برای تشکیل یک طیف پاسخ رسم شود.
شتاب طیفی با مقدار مربوط به فرکانس طبیعی ارتعاش ساختمان در مهندسی زمین‌لرزه به‌کار می‌رود و تقریب نزدیک تری به جنبش یک ساختمان یا سازه دیگری در زمین‌لرزه نسبت به مقدار اوج شتاب جنبش زمین می‌دهد، اگرچه معمولاً یک همبستگی (کوتاه مدت) میان شتاب طیفی (SA) و اوج شتاب جنبش زمین (PGA) وجود دارد.
برخی نقشه‌های خطر زمین‌لرزه نیز با استفاده از شتاب طیفی تهیه می‌شوند.